# Terry Pratchett
Sir Terrence David John Pratchett (28. april 1948 - 12. marts 2015) var en engelsk fantasy- og science fiction-forfatter bedst kendt for sin fantasy-romanserie Diskverden. Andre værker omfatter Johnny Maxwell-Trilogien og The Bromeliad Trilogy.
Pratchett begyndte at skrive som 13-årig og fik sin første bog, The Carpet People, udgivet i en alder af 23  i 1971. Bogen udkom i 1993 på dansk under navnet Tæppe-folket. Den første bog i Diskverden-serien, The colour of magic, blev udgivet i 1983 og kom i 1992 på det danske marked under titlen Når magien bliver for broget. Siden 1983 skrev Pratchett gennemsnitligt to bøger om året.
Pratchett var Englands bedst sælgende forfatter i 1990'erne. I december 2007 havde han solgt mere end 55 millioner bøger på verdensplan, og er blevet oversat til 33 forskellige sprog. Han er pt. den næstmest læste forfatter i Storbritannien og den syvende-mest læste ikke-amerikanske forfatter i USA. Hans bøger har rekorden for oftest at være udsat for butikstyveri i England. Han blev udnævnt til Officer af Order of the British Empire i 1998, for "tjeneste til litteraturen", og adlet i 2009. Hans roman The Amazing Maurice and his Educated Rodents - på dansk Mageløse Maurice og hans rådsnare rotter - vandt The Carnegie Medal for bedste børnebog i 2001. Pratchett og hans arbejder bliver ofte omtalt som kult.

## Biografi
Terry Pratchett blev født i 1948 i Beaconsfield i Buckinghamshire, England. Han var søn af David og Eileen Pratchett. Efter sin primære skolegang, der blev afsluttet med eleven plus exam i 1959, gik han på High Wycombe Technical High School. Han kalder sig selv en "ubetydelig studerende" og giver Beaconsfields offentlige bibliotek æren for sin uddannelse.
Som 13-årig fik Pratchett udgivet sin første novelle, The Hades Business, i skolebladet. Han udgav den kommercielt som 15-årig. I skolen var hans hovedfag Kunst, Engelsk og Historie. Pratchetts første karrierevalg var journalistik og han forlod skolen i 1965, 17 år gammel, for at arbejde for the Bucks Free Press. Han færdiggjorde dog sit hovedfag i Engelsk og tog et videreuddannelseskursus for journalister.

### Karriere
Omkring 1968, mens han arbejdede som journalist, interviewede Pratchett Peter Bander van Duren, der var medejer af et mindre forlag. Under mødet nævnte Pratchet, at han havde skrevet et manuskript, The Carpet People. Bander van Duren og hans forretningspartner, Colin Smythe, der havde lagt navn til forlaget, udgav manuskriptet med Pratchetts egne illustrationer i 1971. Bogen modtog få, men rosende, anmeldelser. Den blev efterfulgt af science fiction-romanerne The Dark Side of the Sun og Strata, der blev udgivet i hhv. 1976 og 1981.
Efter flere jobs som journalist blev Pratchett i 1983 pressemedarbejder for Central Electricity Generating Board (CEBG) i et område, der dækkede tre atomkraftværker. Han havde senere spøgt med, at han udviste ulastelig sans for timing ved at foretage dette karriereskift så hurtigt efter ulykken på Three Mile Island i Pennsylvania, USA, og sagde, at han ville skrive en bog om sine oplevelser, hvis han troede, at nogen ville tro på den.
Den første bog i Discworld-serien, The Colour of Magic, blev udgivet af Colin Smythe i hardback og af New English Library i paperback, begge i 1983. Rettighederne til paperbacks blev dog snart overtaget af Corgi, der hører under Transworld, som har udgivet Pratchetts værker frem til i dag. Pratchetts popularitet steg yderligere efter, at BBC sendte historien som en serie i seks dele, og efter at The Light Fantastic blev udgivet i 1986. Efterfølgende blev rettighederne til Hardbacks overtaget af Victor Gollancz, der også har udgivet Pratchett frem til i dag, og Smythe blev Pratchetts agent. Pratchett var den første Fantasy-forfatter, Gollancz udgav.
I 1987, efter han havde afsluttet sin fjerde Diskverden-roman Mort, opgav Pratchett sit job hos CEBG for at kunne koncentrere sig fuldt om sit forfatterskab, som han levede af indtil sin død i 2015. Hans bogsalg steg hurtigt, og mange af hans bøger indtog topplaceringer på bestsellerlisterne. Ifølge avisen The Times var Pratchett den forfatter i England, der både solgte flest bøger og havde størst indtjening i 1996. Nogle af hans romaner er blevet udgivet af forlaget Doubleday, der også hører til Transworld. I USA udgives Pratchett af HarperCollins.
Ifølge Booksellers Pocket Yearbook (Boghandlerens lommeårbog) fra 2005 lå Pratchetts salg i England i 2003 på 3,4 % af markedet for fiktion, regnet efter salg af hardbacks, og på 3,8 % efter salgsværdi, hvilket placerede ham på en 2. plads efter J.K. Rowling (med hhv. 6 % og 5,6 %), mens han på paperbacklisten kom på en 5. plads med 1,2 % af solgte bøger og 1,3 % salgsværdi (efter James Patterson (1,9 % og 1,7 %), Alexander McCall Smith, John Grisham og J.R.R. Tolkien). Hans salg i Storbritannien alene løber op i mere end 2,5 millioner solgte bøger årligt.

### Privatliv
Terry Pratchett blev gift med Lyn i 1968, og de flyttede til Rowberrow i Somerset i 1970. De fik datteren Rhianna Pratchett, der også er forfatter, i 1976. I 1993 flyttede familien til sydvestkanten af Salisbury, Wiltshire, hvor de stadig bor.
Pratchett fortæller, at hans fritidsbeskæftigelser er "at skrive, at gå ture, computere og livet."
Pratchett var kendt for sin hang til at gå med store, sorte hatte, ganske som han lod sig fotografere til omslaget på adskillige af sine bøger. Hans stil er blevet beskrevet som "mere forstads-cowboy end storby-gentleman." Af bekymring for civilisationens fremtid installerede han solceller i sit hus, der var i stand til at yde 5 kW.
Som barn drømte Pratchett om at blive astronom, en drøm han fik nået, idet han byggede et observatorium i sin have. Han var ateist og en engageret støtte af British Humanist Association.

### Alzheimers
I august 2007 forlød det fejlagtigt, at Pratchett havde haft to mindre slagtilfælde i hhv. 2004 og 2005, der angiveligt skulle have forårsaget skader på hans højre hjernehalvdel. Selv om hans motorik havde lidt lettere skade, havde det ikke påvirket hans evne til at skrive.
Den 11. december 2007 offentliggjorde Pratchett, at han havde fået diagnosen "tidlig Alzheimers". På sin hjemmeside forsikrer han imidlertid sine fans om, at dette på ingen måde skal forhindre ham i fortsat at skrive bøger. Han opfordrede folk til at "holde humøret højt" og deklamerede, at "vi tager det forholdsvist filosofisk heromkring, muligvis endda med et optimistisk islæt". Han fastslog, at han følte han havde tid til "mindst et par bøger endnu" og tilføjede, at selv om han anerkendte den naturlige impuls til at spørge om "er der noget, jeg kan gøre?", så havde han på daværende tidspunkt kun tænkt sig at overveje sådanne tilbud fra førende neurokirurger.
I 2011 begyndte Pratchett en proces der skulle føre til aktiv dødshjælp. Med et kamerahold fra BBC besøgte han den schweiziske klinik Dignitas. Han kæmpede tillige for en ændring af den britiske lovgivning om aktiv dødshjælp.
Han døde som følge af sin sygdom den 12. marts 2015.

## Interesser

### Computere og Internettet
Pratchett begyndte at bruge computere til at skrive på, så snart han fik adgang til dem. Hans første computer var en Sinclair ZX81, og den første computer han reelt brugte til sin skrivning var en Amstrad CPC 464, der senere blev afløst af en PC. Pratchett var blandt de første forfattere der regelmæssigt brugte Internettet til at kommunikere med fans og har været bidragsyder på Usenets nyhedsgruppe alt.fan.pratchett siden 1992.
Ikke desto mindre opfattede han ikke Internettet som en hobby, men snarere som "endnu en brugsgenstand". På rejser tog han altid en bærbar computer med sig til at skrive på. Hans eksperimenter med at opgradere computere ses reflekteret i maskinen Hex.
Pratchett var også en engageret spiller af computerspil og har deltaget i udviklingen af flere spil baseret på sine bøger. Han foretrækker spil der er 'intelligente og har nogen dybde', og har brugt Half-life 2 og missioner fra Thief som eksempler.

### Naturhistorie
Pratchett havde en fascination af naturhistorie, som han ofte har refereret til. Han ejede et drivhus fyldt med kødædende planter. Han nævnte gerne dette i sine bogbiografier og de har optrådt i hans bøger.

### Orangutanger
Pratchett er protektor for The Orangutan Foundation UK
men erklærer sig pessimistisk om dyrets fremtid. Hans aktiviteter omfatter et besøg til Borneo med et filmhold fra Channel 4 for at optage et afsnit af "Jungle Quest" i 1995, for at se orangutanger i deres naturlige miljø.
Pratchetts fans har i flere tilfælde, som f.eks. the Discworld Conventions, valgt at slutte trop og har adopteret the Orangutan Foundation som deres valgte velgørenhed, hvilket fonden også har anerkendt offentligt.
En af Pratchetts mest populære figurer, Unseen University's bibliotekar, er en orangutang.

### Amatørastronomi
Terry Pratchett havde et observatorium i sin baghave og var en ivrig astronom. Han deltog i BBC's program The Sky at Night.

## Litterære karriere

### Priser og anerkendelser
Pratchett modtog et ridderskab for "tjenester til litteraturen" i 2009-udgaven af UK New Year Honours list. Han var tidligere, i 1998, blevet udnævnt til Officer of the Order of the British Empire, ligeledes for "tjenester til litteraturen." Efterfølgende udtalte Pratchett til et science fiction-fanblad at "jeg tror, de tjenester jeg har ydet litteraturen har været at undlade at forsøge at skrive nogen," hvormed han antydede at titlen var mere en anerkendelse af opnået succes end det var en anerkendelse af fantasy-genren. Han tilføjede dog at "jeg kan dog stadig ikke undsige mig for at føle mig vældigt berørt over det."
Pratchett var 'Årets Fantasy- og Science Fiction-forfatter' for British Book Awards' i 1994. Han vandt den Engelske Science Fiction Award i 1989 for sin bog Pyramids og en Locus Award for Bedste Fantasy Roman i 2008 for Making Money. Han er blevet tildelt syv æresdoktorater; fra University of Warwick i 1999, University of Portsmouth i 2001, University of Bath i 2003, University of Bristol i 2004, Buckinghamshire New University i 2008, Trinity College Dublin i 2008 of endelig fra Bradford University i 2009.
Den Mageløse Maurice og hans rådsnare rotter vandt the Carnegie Medal for bedste børnebog i 2001 og Night Watch vandt the Prometheus Award for bedste Libertarianske roman i 2003.
I 2003 slog Pratchett sit navn fast som en af Englands mest elskede forfattere da han gjorde Charles Dickens selskab med hver fem bøger på BBC's Big Read Top 100 - fire af disse var Diskverdenbøger. Han var også den forfatter, der med femten bøger havde flest pladser på Top 200-listen.
De tre Diskverden-bøger der fokuserer på hekse-lærlingen Tiffany Aching har hver modtaget en Locus Award for bedste bog for Unge Voksne i hhv. 2004, 2005 og 2007.

## Fans
Pratchetts Diskverden-bøger har fostret adskillige kongresser over dette tema. Den første af disse blev afholdt i Manchester i 1996, og blev sidenhen verdensomspændende, ofte med forfatteren som æresgæst. Udgivelsen af en ny bog ledsages gerne en international autograf-tour; køerne til disse har ikke sjældent strakt sig langt ud af pågældende forretning, og forfatteren fortsatte flere gange med at signere sine værker længe efter det fastsatte afslutningstidspunkt. Hans fans er ikke afgrænset af køn eller alder, og han modtager store mængder fanmail fra dem. Pratchett holder af at mødes med sine fans og høre deres mening om sine bøger; han mener, at siden han bliver vel betalt for sine bøger "er mine fans alt for mig."

## Forfatterskab
Pratchett har engang udtalt, at for at skrive må man læse meget, både inden for og uden for sin egen genre, indtil man er blevet "mættet med materiale". Han advarer om, at skrive er hårdt arbejde og at forfattere må gøre "grammatik, tegnsætning og retstavning til en del af sit liv." Ikke desto mindre nyder Pratchett at skrive og anser den monetære belønning for en "uundgåelig konsekvens" snarere end en bevæggrund for at skrive.

### Fantasygenren
Om end han tidligere har skrevet både science fiction- og gyser-bøger, fokuserede Pratchett senere næsten udelukkende på fantasy. Som han forklarer; "det er lettere at bøje universet rundt om historien". I takketalen, han holdt da han modtog sin Carnegie Medal, sagde han at "fantasy handler ikke kun om troldmænd og fjollede tryllestave; det handler om at se verden fra nye vinkler," med reference til J.K. Rowlings Harry Potter og J.R.R. Tolkiens Ringenes Herre. I samme tale anerkendte han disse værkers bidrag til genren.
Han mener, han "står i gæld til science fiction/fantasy-genren, som han voksede op inden for" og bryder sig ikke om betegnelsen magisk realisme som han mener er "som en høflig måde at sige at man skriver fantasy, som er mere acceptabel for visse mennesker ... som i det store og hele er ligeglade." Han irriteredes over at fantasy er "en overset litterær kunstart" fordi det er "den ældste form for fiktion" ligesom han "harmedes" når romaner, der indeholder science fiction- eller fantasy-idéer ikke regnes som tilhørende disse genrer.
Den 31. juli 2005 kritiserede Pratchett mediedækningen af forfatteren af Harry Potter-serien, J.K. Rowling. Han anklagede visse medlemmer af medierne for at tilsyneladende at mene at "den fortsatte lovprisning af J.K. Rowling kun kan ske på bekostning af andre forfattere". Han afviste beskyldninger om at dette var et angreb på Rowling og sagde, at han ikke fremsatte anklager om plagiering, men at han simpelthen ville gøre opmærksom på fantasygenrens "fælles arv". Han skrev også på Harry Potter-nyhedsgruppen om en mediedækket debat med hende.

### Stil og gennemgående temaer
Pratchett er kendt for en meget distinkt skrivestil med flere karakteristiske kendetegn. Et eksempel er hans brug af fodnoter, der ofte involverer en spøgefuld afvigelse fra, eller kommentar til, selve fortællingen. Han havde tendens til at undlade at bruge kapitler, hvilket han i et interview forsvarede med at "livet foregår ikke i kapitler, film ej heller, og Homer skrev ikke i kapitler" og tilføjede "jeg priser mig lykkelig hvis jeg forstår deres funktion i bøger for voksne." Der har dog været undtagelser. Going Postal og Making Money, samt flere af hans bøger for yngre læsere, er opdelt i kapitler.
Figurer, stednavne og titler i Pratchetts bøger indeholder ofte ordspil, hentydninger og kulturreferencer. Visse figurer er parodier af velkendte figurer fra både fiktion og historie; således er Pratchetts Cohen the Barbarian en parodi af Conan the Barbarian og Djengis Khan, og hans Leonard of Quirm er skrevet over Leonardo da Vinci.
Et andet særkende ved hans skrivestil er brugen af dialog i majuskler uden citationstegn, som han bruger til at indikere figuren Dødens telepatiske kommunikation, der optræder direkte i andre figurers sind. Andre figurer har tilsvarende særlige måder at kommunikere på; f.eks. har Auditors of Reality aldrig citationstegn, Ankh-Morporks købmænd bruger aldrig korrekt tegnsætning, og golemmer bruger konsekvent stort begyndelsesbogstav i samtlige ord. Pratchett opfandt endda en ny fiktiv farve, octarine, der er en 'fluorescerende grønlig-gul-lilla'. Det er den ottende farve i farvespektret på Diskverdenen - magiens farve. Det forholder sig endda således, at tallet otte betragtes som værende magisk på Diskverdenen. For eksempel bliver den ottende søn af en ottende søn en troldmand, og hans ottende søn vil blive en magiker (af engelsk sorcerer, troldmand). Af denne årsag er det ikke tilladt at troldmænd får børn.
Diskverden-bøgerne indeholder ofte en moderne opfindelse og dens introduktion til den verdens middelalderlige setting, som for eksempel en statslig politistyrke i Guards! Guards!, biografen i Moving Pictures, opsøgende journalistik i The Truth, telegrafen i Going Postal eller det moderne banksystem i Making Money. Den følgende sociale omvæltning danner således ramme om bogens hovedhistorie.

### Indflydelser
Pratchett gør ingen hemmelighed af udefrakommende indflydelser på sit arbejde; de er en vigtig kilde til hans humor. Han importerede adskillige figurer fra den klassiske litteratur, populærkulturen og historien, dog giver han dem altid en uventet drejning. Han er begejstret for kriminalromaner, hvilket genspejles i Ankh-Morpork byvagts gentagne optrædener i Diskverden-serien.
Ed McBain og Station 87- er parafraseret i "Guards! Guards!"
Pratchett var enebarn og hans figurer har kun sjældent søskende. Han forklarer dette med at "i fiktion er enebørn de mest interessante." Et eksempel på dette er Susan Sto Helit, Dødens barnebarn.
Pratchetts tidlige inspirationer kom fra Vinden i Piletræerne af Kenneth Grahame samt Isaac Asimov og Arthur C. Clarkes værker. Litterært lod han sig inspirere af P.G. Wodehouse, Tom Sharpe, Jerome K. Jerome, Larry Niven, Roy Lewis, G. K. Chesterton, og Mark Twain.

### Forlag
Mens Pratchett var tro over for sit engelske forlag var hans forhold til internationale forlag anderledes turbulent - især i USA. Han skiftede tysk forlag efter han opdagede en reklame for Maggi-supper midt i den tyske version af Pyramids.

### Diskverden-serien
Pratchetts Diskverden-serie er en humørfyldt og ofte satirisk række af historier, der foregår i den farverige Diskverden. Serien indeholder flere forskellige plotlinier (eller 'under-serier') samt en mængde historier, der kan stå alene. Det hele foregår i en mængde forskellige rigt detaljerede lokaliteter, der alle er placeret i den samme verden, samt på/i dennes kontinenter, regioner og forskellige lande. Både figurer og lokaliteter optræder gerne i flere forskellige bøger, og veksler ofte mellem hoved- og biroller.
Diskverdenen selv beskrives som en stor skive, der hviler på ryggene af fire gigantiske elefanter, der igen balancerer på skjoldet af Great A'Tuin, Verdensskildpadden, der svømmer sig frem gennem universet. Bøgerne er overordnet set i kronologisk orden, og verdenens civilisationer udvikler sig frem gennem bøgerne; dette ses f.eks. med opfindelsen af papirspenge i Ankh-Morpork.
Mange af bøgerne i serien er en parodi over emner fra den virkelige verden, herunder filmindustrien, avisindustrien, Rock and roll musik, religion, Oldtidens Grækenland, Egyptens historie, Golfkrigen, Australien, universitetspolitik, handelsunioner og finansverdenen.

### AndreDiskverden-bøger
Pratchett skrev og medvirkede til en række bøger om Diskverdenen, som ikke egentligt er romaner i deres egen ret, men som tjener til at akkompagnere serien.
The Discworld Companion, som er skrevet sammen med Stephen Briggs, er en encyklopædisk guide til Diskverdenen. Den tredje (og seneste) udgave, der blev udgivet i 2003, blev omdøbt til The New Discworld Companion. Briggs og Pratchett arbejde også sammen om en række fiktive Diskverden kort. Det første, The Discworld Mapp fra 1995, blev illustreret Stephen Player og udgør et stort, uddybende kort over Diskverdenen, samt en folder med korte biografier af Diskens mest prominente opdagelsesrejsende og deres opdagelser. Der er udgivet yderligere tre kort der hver fokuserer på en speciel region af Disken - hhv. Ankh-Morpork, Lancre og Dødens Verden. Briggs og Pratchett udgav også flere Diskverden-dagbøger og, sammen med Tina Hannan, Nanny Ogg's Cookbook fra 1999. Layoutet i denne kogebog, der blev illustreret af Paul Kidby, var baseret på den traditionelle Mrs. Beeton's Book of Household Management, men indeholdt morsomme opskrifter.
Samlinger af kunst fra Diskverdenen er også blevet udgivet i bogform. The Pratchett Portfolio fra 1996 er en samling af Paul Kidbys malerier af hovedpersoner fra bøgerne, med tilføjelser fra Pratchett om figurens oprindelse.
I 2005 blev Pratchetts første bog for de allermindste udgivet. Det er Where's My Cow?, illustreret af Melvyn Grant, som er den historie Sam Vimes læser for sit barn i Thud!.
Pratchett var længe modstander af at producere kort over Diskverdenen, idet han følte at det ville hæmme hans narrative muligheder (dvs. at med et kort vil fans klage, hvis han placerer en bygning i den forkerte gade, mens han uden et kort vil kunne tilpasse geografien til fortællingen).

#### Diskverdenens videnskab
Pratchett skrev fire Science of Discworld bøger (eng: "Diskverdenens Videnskab") i samarbejde med Professor i matematik Ian Stewart og formeringsbiolog Jack Cohen, begge fra University of Warwick: The Science of Discworld fra 1999, The Science of Discworld II: The Globe fra 2002, og The Science of Discworld III: Darwin's Watch fra 2005 og The Science of Discworld IV: Judgement Day fra 2013. Alle tre bøger har kapitler der veksler mellem fiktion og non-fiktion; de fiktive kapitler foregår på Diskverdenen, hvor dens hovedpersoner observerer og eksperimenterer med et univers med samme fysiske love som vores. De non-fiktive kapitler, skrevet af Stewart og Cohen, forklarer videnskaben bag de fiktive begivenheder.
I 1999 udnævnte Pratchett både Cohen og Stewart til "Ærestroldmænd af det Usete Universitet" ved samme ceremoni hvor University of Warwick udnævnte ham til æresdoktor.

#### Diskverdenens folkeminde
Pratchett arbejdede sammen med folklorist Dr. Jacqueline Simpson om The Folklore of Discworld fra 2008. Bogen er et studie om forholdet mellem mange af de personer, steder og begivenheder der beskrives i Diskverden-bøgerne og deres modstykker i myter, legender, eventyr og folkelige traditioner i vores verden.

### Andre romaner
Pratchetts to første bøger for voksne, henholdsvis The Dark Side of the Sun fra 1976 og Strata fra 1981, var begge science fiction; den sidste finder sted på en delvist disk-formet verden. Efter disse koncentrerede han sig primært om sine Diskverden-bøger og børnebøger med to undtagelser: Good Omens fra 1990, der blev skrevet i samarbejde med Neil Gaiman og som blev nomineret til både en Locus og en World Fantasy Awards i 1991, er en vittig historie om Dommedag, der finder sted på Jorden, og Nation fra 2008, der er skrevet til unge voksne.
Da han havde afsluttet Good Omens begyndte Pratchett et samarbejde med Larry Niven på en bog der skulle blive til Rainbow Mars. Niven endte med at færdiggøre bogen alene, men erklærer i efterskriftet at flere af Pratchetts ideer blev inkluderet i den færdige version.

### Børnebøger
Pratchetts første udgivelse var en børnebog, The Carpet People (Tæppefolket) fra 1971, som han senere omskrev kraftigt og genudsendte i 1992. Den næste, Truckers (Varehuset) fra 1988, var den første i Bromeliad-trilogien (Gnomernes Flugt), af bøger for unge læsere, der handler om nogle små gnom-lignende væsener. Trilogien fortsatte med Diggers (Stenbruddet) og Wings (Det Store Skib), begge i 1990. Efterfølgende skrev Pratchett Johnny Maxwell-trilogien, der handler om de eventyr drengen Johnny Maxwell og hans venner oplever. Denne trilogi består af Only You Can Save Mankind fra 1992, Johnny and the Dead (Johnny og døde) fra 1993 og Johnny and the Bomb (Johnny og bomben) fra 1996.
Samtidig udgav Pratchett fem bøger om Tiffany Aching (Tiffany Smertling), der i en ung alder opdager, at hun har evnerne til at blive en heks. Bøgerne, som foruden De Små Blå Mænd tæller A Hat Full of Sky (En hat fuld af himmel), Wintersmith (Vintersmeden). I Shall Wear Midnight og Shepherds crown foregår i Diskverdenen. De to sidste er ikke oversat til dansk. Blandt de øvrige medvirkende er blandt andre Nanny Ogg og Granny Weatherwax (Bedste Vejrvinding). Desuden får Tiffany Aching assistance af de små blå mænd - en gruppe meget små konstant bandende, bomstærke og sprutdrikkende slagsbrødre, der i originaludgaven taler en slags skotsk.
Nation (2008) markerer hans tilbagevenden til børne- og ungdomsbøger placeret uden for Diskverdenens univers. Den er samtidig en af hans mest kritikerroste bøger.

### Samarbejder og andre bidrag
- The Unadulterated Cat er en bog med morsommer anekdoter, skrevet af Pratchett og illustreret af Gray Jolliffe.
- After the King: Stories In Honour of J.R.R. Tolkien fra 1992, redigeret af Martin H. Greenberg, indeholder Troll Bridge, der er en novelle med Cohen the Barbarian. Denne historie blev også udgivet i samlingerne Knights of Madness fra 1998 (redigeret af Peter Haining) og The Mammoth Book of Comic Fantasy fra 2001 (redigeret af Mike Ashley).
- The Wizards of Odd, en novellesamling redigeret af Peter Haining fra 1996, indeholder en Diskverdennovelle, The Theater of Cruelty.
- The Flying Sorcerers, endnu en novellesamling redigeret af Peter Haining, starter med en af Pratchetts historier, der hedder Turntables of the Night, der, selv om den foregår i vores verden snarere end på Diskverdenen, handler om Døden.
- Legends fra 1998, redigeret af Robert Silverberg, indeholder en Diskverden-historie der hedder The Sea and Little Fishes.
- Digital Dreams fra 1990, redigeret af David V. Barrett, indeholder novellen # ifdefDEBUG + “world/enough” + “time”.
- Meditations on Middle-Earth fra 2002
- The Leaky Establishment fra 1984, skrevet af David Langford, er blevet genudgivet i 2001 med et forord skrevet af Pratchett.
- Once More* With Footnotes, redigeret af Priscilla Olson og Sheila M. Perry, er "et udvalg af noveller, artikler, introduktioner og andre småting" af Pratchett, som alle har "optrådt i bøger, magasiner, aviser,antologier og programhæfter, mange af hvilke nu er svære at finde."[80]
- Now We Are Sick fra 1994, skrevet af Neil Gaiman og Stephen Jones, indeholder digtet The Secret Book of the Dead af Pratchett.
- The Writers' and Artists' Yearbook 2007 indeholder en artikel af Pratchett om processen ved at skrive fantasy.
- Good Omens fra 1990, skrevet i samarbejde med Neil Gaiman.
- The Ultimate Encyclopedia of Fantasy fra 1998, redigeret af David Pringle, har et forord af Terry Pratchett.[81]

## Tilpasninger og omskrivninger

### Radio
Pratchett har fået indtil flere af sine bøger omskrevet til radioudsendelser ved BBC Radio 4: The Colour of Magic, Equal Rites (udsendt i programmet Woman's Hour), Only You Can Save Mankind, Guards! Guards!, Wyrd Sisters, Mort, og Small Gods er alle blevet dramatiserede som føljetoner, ligesom Night Watch blev det primo 2008, og The Amazing Maurice and his Educated Rodents blev det som 90-minutters hørespil.
Tilsvarende er Guards! Guards! blevet omskrevet til et en-times hørespil af the Atlanta Radio Theatre Company og blev opført live ved "Dragon*Con" i 2001. Det kan høres som gratis podcast i tre dele: Part 1 Arkiveret 9. november 2007 hos  Wayback Machine Part 2 Arkiveret 9. november 2007 hos  Wayback Machine Part 3 Arkiveret 9. november 2007 hos  Wayback Machine

### Teater
Johnny and the Dead og 14 andre Diskverdenromaner er blevet tilpasset scenen af Stephen Briggs, og herefter udgivet som bøger. Ligeledes er Lords & Ladies blevet adapteret til scenen af Irana Brown. Pyramids blev adapteret til scenen af Suzi Holyoake i 1999 og spillede i en uge på teatre i Storbritannien.
I 2002 blev en version af Truckers sat op som en co-production mellem Harrogate Theatre, the Belgrade Theatre Coventry og Theatre Royal, Bury St. Edmunds. Det blev omskrevet af Bob Eaton og instrueret af Rob Swain. Stykket turnerede til mange spillesteder i Storbritannien mellem d. 15. marts og 29. juni 2002.
I 2004 fik en version af Only Ýou Can Save Mankind som musical, med musik af Leighton James House og tekst af Shaun McKenna premiere ved the Edinburgh Fringe Festival.
I januar 2009 annoncerede Royal National Theatre i London at deres årlige vinter-familie-opsætning ville blive en version af Pratchett's Nation. Romanen vil blive tilpasset scenen af Mark Ravenhill og instrueret af Melly Still, der også instruerede National Theatres succesrige vinter-familie-opsætning fra 2005, Coram Boy.

### Fjernsyn
Truckers er blevet filmatiseret som en stop motion animationserie for Thames Television af Cosgrove Hall Films i 1992. Johnny and the Dead blev til en Tv-serie for Children's ITV i 1995. Wyrd Sisters og Soul Music er blevet til hver en animeret tegnefilmsserie, fremstillet af Cosgrove Hall for Channel 4 i 1996; illustrerede screenplays af disse blev udgivet i henholdsvis 1998 og 1997. I januar 2006 udsendte BBC One en tre-delt version af Johnny and the Bomb.
En to-delt film i fuld længde af Hogfather med David Jason i hovedrollen, og med stemme af Ian Richardson blev udsendt for første gang i Storbritannien på Sky One i december 2006, og på ION Television i USA i 2007. Pratchett var oprindeligt modstander af "rigtig" film om Diskverdenen på grund af dårlige erfaringer med Hollywoods filmfolk. Han ændrede dog mening, da han oplevede at instruktør Vadim Jean og producer Rod Brown begge var meget entusiastiske og samarbejdsvillige omkring projektet.
En todelt film i fuld længde, over The Colour of Magic og efterfølgeren The Light Fantastic gik i luften i Påsken 2008 på Sky One. En tredje film, over Going Postal, blev sendt på Sky1 i 2010.

### Spillefilm
Pratchett var tilbageholdende i forhold til Diskverden spillefilm; omend rettighederne til flere af hans bøger er blevet solgt, er der endnu ikke blevet lavet deciderede spillefilm. The Wee Free Men er planlagt til at skulle instrueres af Sam Raimi, men optagelserne er endnu ikke startet. Instruktøren Terry Gilliam har i et interview med Empire annonceret at han har planer om at indspille Good Omens, men finansieringen af projektet var i 2007 endnu ikke på plads. I 2001 bestilte Dreamworks en indspilning af Truckers, der skulle laves af Andrew Adamson og Joe Stillman men Pratchett angav en tro på, at projektet ikke vil blive sat i værk før efter "Shrek 17" er blevet færdiggjort. Ikke desto mindre afslørede Danny Boyle i 2008 at han håbede at kunne instruere Frank Cottrell Boyces manuskript over Truckers.

### Tegneserier og graphic novels
Der er blevet udgivet fire graphic novels over Pratchetts arbejder. De første to, der oprindeligt blev udgivet i USA, var skrevet over The Colour og Magic og The Light Fantastic, var illustrerede af Steven Ross, dog sammen med Joe Bennet på den sidste af de to. De sidste to, der blev udgivet i Storbritannien, var lavet over Mort (med undertitlen A Discworld Big Comic) og Guards! Guards!; begge var illustrerede af Graham Higgins og tilpasset af Stephen Briggs. De grafiske romaner over The Colour of Magic og The Light Fantastic blev genudgivet af Doubleday i juni 2008.

### Rollespil
GURPS Discworld fra 1998 og GURPS Discworld Also fra 2001, begge udgivet af Steve Jackson Games, er rollespilsregelbøger skrevet af Terry Pratchett og Phil Masters, der også giver et indblik i mekanikken bag Diskverdenen. Den første af disse to bøger blev genudgivet i september 2002 under navnet The Discworld Roleplaying Game med illustrationer af Paul Kidby.

### PC og konsolspil
Diskverdenens univers er også blevet brugt som basis for en række Diskverden videospil i forskellige formater, herunder Sega Saturn, Sony Playstation, Philips CD-i og 3DO, såvel som DOS og Windows-baserede PC'er. De mere bemærkelsesværdige af disse er:
- The Colour of Magic, der var det første spil baseret på serien, og indtil videre det eneste, der er direkte baseret på en Diskverden-bog. Det blev oprindeligt udgivet i 1986 til Sinclair ZX Spectrum og Commodore 64.
- Discworld, der var et animeret "point-and-click" adventure spil, blev fremstillet af Teeny Weeny Games og Perfect 10 Productions i 1995.
- Discworld II: Missing Presumed...!? var en efterfølger til Discworld, der blev udviklet i 1996 af Perfect Entertainment. Det havde undertitlen Mortality Bytes! i Nordamerika.
- Discworld Noir var det første 3D-spil baseret på Diskverden-serien og er både en parodi på film noir genren og et eksempel på samme. Spillet blev udviklet af Perfect Entertainment og udgivet af GT Interactive til både PC og Playstation i 1999. Det blev kun udgivet i Europa og Australien.

### Internet spil
Diskverdenen findes også i det fan-skabte online MUD (engelsk: multi-user dungeon); det lader spilleren agere medlemmer af de forskellige laug, Pratchett har skabt.

## Om Pratchett
En samling af essays om hans skriverier er samlede i bogen Terry Pratchett: Guilty of Literature, redigeret af Butler, James og Mendelsohn. En nyere, udvidet udgave af samme blev udgivet i 2004. Andrew Butler skrev også Pocket Essentials Guide to Terry Pratchett. Writers Uncovered: Terry Pratchett fra 2006 er en bog for unge læsere af Vic Parker.

## Ekstern henvisning
- Terry Pratchetts officielle hjemmeside hos forlaget Transworld Arkiveret 27. oktober 2007 hos  Wayback Machine